# Valley Head (Alabama)
 Valley Head, Alabama és una població dels Estats Units a l'estat d'Alabama. Segons el cens del 2000 tenia 611 habitants.

## Demografia
Segons el cens del 2000, Valley Head tenia 611 habitants, 244 habitatges, i 175 famílies La densitat de població era de 67,6 habitants/km².
Dels 244 habitatges en un 28,7% hi vivien nens de menys de 18 anys, en un 54,5% hi vivien parelles casades, en un 14,8% dones solteres, i en un 27,9% no eren unitats familiars. En el 25% dels habitatges hi vivien persones soles l'11,9% de les quals corresponia a persones de 65 anys o més que vivien soles. El nombre mitjà de persones vivint en cada habitatge era de 2,5 i el nombre mitjà de persones que vivien en cada família era de 2,98.
Per edats la població es repartia de la següent manera: un 24,2% tenia menys de 18 anys, un 9,3% entre 18 i 24, un 24,7% entre 25 i 44, un 25,2% de 45 a 60 i un 16,5% 65 anys o més.
L'edat mediana era de 38 anys. Per cada 100 dones hi havia 85,2 homes. Per cada 100 dones de 18 o més anys hi havia 86,7 homes.
La renda mediana per habitatge era de 29.013 $ i la renda mediana per família de 36.250 $. Els homes tenien una renda mediana de 28.558 $ mentre que les dones 17.222 $. La renda per capita de la població era de 13.582 $. Aproximadament el 12,2% de les famílies i el 15,9% de la població estaven per davall del llindar de pobresa.

## Poblacions més properes
El següent diagrama mostra les poblacions més properes.